# Shōta Koyama
Shōta Koyama (jap. 小山 彰大, Koyama Shōta; * 25. Oktober 1947 in Hokkaido) ist ein japanischer Jazzmusiker (Schlagzeug).

## Leben und Wirken
Koyoma ist als Schlagzeuger Autodidakt und sammelte erste Erfahrungen als Jazzmusiker im Studentenclub an der Waseda University in Tokyo; in dieser Zeit nahm er privat Unterricht in Jazz-Schlagzeugspiel. Nach seinem Bachelorabschluss in Literatur 1974 spielte er im Trio von Aki Takase und Fumio Itabashi sowie bei Yoshio Ikeda, arbeitete dann ab Mitte der 1970er-Jahre für Yōsuke Yamashita, mit dem im  Jam Rice Sextet (mit Akira Sakata, Toshinori Kondō, Gerald Ohshita und Hideaki Mochizuki) 1976 erste Aufnahmen entstanden. In den folgenden Jahren spielte er in Yamashitas Trio, mit dem er 1977 in Berlin gastierte, ferner mit Akira Sakata, Tomoki Takahashi, Katsuo Kuninaka, Keizo Inoue, Fumio Itabashi, Kōichi Matsukaze, Masahiko Togashi, Tamani Koyake, Toshisue Shimizu, in den 1990er- und 2000er-Jahren auch mit Hiroshi Itaya, im Aki Takase Septett (Oriental Express, Enja 1997), Takashi Amano, Tetsu Saitō und Koriko Kojima. Im Bereich des Jazz war er zwischen 1976 und 2011 an 38 Aufnahmesessions beteiligt, zuletzt mit Hideki Tachibana. Als Musiker hatte er einen Auftritt in dem Spielfilm Im Land der Pfirsichblüte (1992, Regie Stan Lai).

## Lexikalischer Eintrag
- Grove Music Online - The New Grove Dictionary of Jazz. 2. Auflage, 2002, ISBN 978-1-56159-263-0.